# Marika Kardinar-Nagy
Marika Kardinar-Nagy, slovenska kegljavka, * 26. avgust 1953, Dobrovnik.
S kegljanjem se načrtno ukvarja od leta 1972, leta 1981 je postala članica slovenske ženske reprezentance. Ima tudi naziv trener kegljanja.

## Športni uspehi
Osvojila je 40 medalj na velikih tekmovanjih:
- 15 medalj na svetovnih prvenstvih, od tega 8 zlatih (tri posamezno in 5 ekipno), tri srebrne (ekipno) in štiri bronaste (dve posamezno in dve v dvojicah)
- 15 medalj na klubskih svetovnih prvenstvih (8 zlatih, 3 srebrne in 2 bronasti)
- 5 medalj na tekmovanjih za svetovni pokal državnih prvakinj (4 srebrne in 1 bronasto)
- 5 medalj na tekmovanjih v Evro ligi (2 zlati, 2 srebrni in 1 bronasto)
- trije svetovni rekordi (dva posamezno in eden ekipno)
- tridesetkratna državna prvakinja (14-krat ekipno, 9-krat posamično in 7-krat v dvojicah)

## Priznanja
- Bloudkova plaketa
- naziv slovenska športnica leta (1992)
- nominacija za Slovenko leta (1992)

Je tudi častna članica Kegljaške zveze Slovenije.